# Armando Heeb
Armando Heeb (* 25. September 1990 in Vaduz) ist ein liechtensteinisch-dominikanischer Fussballspieler.

## Karriere

### Verein
In seiner Jugend spielte Heeb in den Jugendmannschaften des FC Sevelen und des FC Vaduz. 2007 wechselte er in den Herrenbereich, zum FC Schaan. 2009 schloss er sich dem Schweizer Verein FC Buchs an. Zur Saison 2011/12 unterschrieb er einen Vertrag beim USV Eschen-Mauren. Nach Stationen in den zweiten Mannschaften des FC Balzers und des FC Vaduz kehrte er im Januar 2015 zum FC Balzers zurück, diesmal in die erste Mannschaft. 2017 wechselte er erneut in die Schweiz zu Chur 97. Seit 2019 spielt er wieder für Buchs.

### Nationalmannschaft
Heeb durchlief mehrere liechtensteinische U-Nationalmannschaften, bevor er am 31. März 2015 im Freundschaftsspiel gegen San Marino sein Debüt für die  A-Nationalmannschaft feierte, als er in der 73. Minute für Mario Frick eingewechselt wurde.